# Bacon’s Rebellion
Bacon’s Rebellion, auch bekannt als Virginia Rebellion, war ein 1676 von Nathaniel Bacon in der britischen Kolonie Virginia geführter Aufstand gegen den Gouverneur Sir William Berkeley.

## Nathaniel Bacon
Nathaniel Bacon (* 2. Januar 1647 in England; † 26. Oktober 1676) entstammte einer wohlhabenden englischen Familie und war Cousin des Lordkanzlers Francis Bacon. Er studierte in Oxford und unternahm Reisen durch Europa. Nach seiner Heirat mit Elizabeth Duke wurde er in einen Erbschaftsskandal verwickelt und wanderte daraufhin im Sommer 1674 mit einem ansehnlichen Vermögen nach Virginia aus, wo er einflussreiche Verwandte hatte: Der Ratsherr Nathaniel Bacon sr. war sein Cousin und die Frau des dortigen Gouverneurs Berkeley eine Cousine seiner Ehefrau. Durch diese Verwandtschaftsbeziehungen erhielt Bacon schon kurz nach seiner Ankunft einen Sitz im Council Virginias. Zudem kaufte er sich eine Plantage, auf der er – wie in Virginia üblich – Tabak anbaute.

## Gouverneur Berkeley
Sir William Berkeley (* 1606; † 9. Juli 1677) entstammte einer einflussreichen englischen Familie und wurde 1639 von Charles I. zum Ritter geschlagen. Nach einem Studium in Oxford und einer kurzzeitigen politischen Tätigkeit in London kam er 1642 als Gouverneur der Krone nach Virginia, wo er fast ohne Unterbrechung bis 1677 blieb. Zunächst beruhigte er die in Zwietracht zerrissene Kolonie durch Förderung von Interessen der Allgemeinheit. Diese uneigennützige Politik zeigte sich auch darin, dass er dem General Assembly, der Versammlung der Legislative (bestehend aus dem House of Burgesses, das die gewählten Vertreter der einzelnen Städte umfasste), das Recht des obersten Berufungsgerichts zugestand – auch gegen Entscheidungen des General Court, dessen Vorsitz er selbst innehatte. So erlangte er zunächst große Sympathie bei den Einwohnern der Kolonie.
1644 zog Berkeley nach einem Massaker an Virginiern mit einer kleinen Armee gegen die Indianer zu Felde. Mit wenigen Verlusten erreichte er Frieden für eine Generation. Im Friedensvertrag von 1646 wurden zudem die beteiligten Indianerstämme vertraglich an die englische Kolonie gebunden. 1661 begann er eine unbarmherzige Verfolgung der Quäker und Puritaner. 1665 verteidigte Berkeley Virginia im Krieg gegen die Holländer und stoppte deren Invasion zu Land. 
Unter Oliver Cromwell wurde der königstreue Gouverneur, der gegen die Navigationsakte protestierte, abgesetzt und erst unter Charles II. wieder in sein Amt zurückgerufen. Von da an erhielten jedoch die Bürger immer weniger Anteil an der Politik Virginias, wohingegen Berkeley selbst Parlament, Rat, General Court und die Gemeindesäle kontrollierte.

## Vorgeschichte: Der Konflikt zwischen Siedlern und Indianern
Auslöser und Hintergrund von Bacons Rebellion war der Konflikt zwischen den Indianern und den englischen Siedlern in Virginia. Im Juli 1675 konfiszierten die vertraglich nicht an die Siedler gebundenen Doeg-Indianer die Schweine des Plantagenbesitzers Thomas Mathews, weil dieser seine Schulden nicht bezahlt hatte. Als Mathews sich die Schweine gewaltsam zurückholte, wurden Indianer getötet. Das führte zu einer blutigen Auseinandersetzung zwischen Indianern und Virginiern, in die auch ohne eigenes Verschulden die Susquehanna-Indianer gerieten. Diese flohen nach Maryland zu dem befreundeten Stamm der Piscataway. Sowohl Susquehanna als auch Piscataway waren nicht vertraglich mit den Virginiern verbunden. Ein von Gouverneur Berkeley bevollmächtigter Trupp überschritt die Grenze nach Maryland ohne Erlaubnis der dortigen Regierung und rief zudem deren Heer zu Hilfe. Sie belagerten das Fort der Piscataway, in dem sich die Susquehanna aufhielten. Am 26. September wurden fünf verhandlungsbereite Häuptlinge ermordet. Trotz nachfolgender Kämpfe entkamen jedoch die meisten Susquehanna. In der Folgezeit unternahmen die überlebenden Susquehanna kurze Überfälle, um jeden ermordeten Häuptling durch zehn ermordete Siedler zu rächen. Obwohl die Susquehanna den Virginiern zahlenmäßig weit unterlegen waren, konnten sie aus den Wäldern Übergriffe auf einzelne Plantagen unternehmen und wieder in die Wälder zurückkehren. Daher fühlten sich die Pflanzer von allen Seiten von Indianermassen bedroht.
Im Januar 1676 sandte Gouverneur Berkeley erneut eine Strafexpedition gegen die Susquehanna unter Henry Chicheley aus, rief sie jedoch bald darauf wieder zurück. Die Susquehanna hatten mitteilen lassen, dass die Häuptlingsmorde nun gerächt seien und keine weiteren Angriffe erfolgen würden. Berkeley, wegen des Massakers in Maryland vorsichtiger geworden, entschloss sich zur Defensivpolitik. In einer Sondersitzung am 7. März 1676 beschloss das Assembly in Jamestown, bemannte Forts an den Flussenden zu bauen. Auch sollten die vertraglich gebundenen Stämme gegen die feindlichen Indianer Hilfe leisten. Dennoch sollte kein Feind ohne gesonderte Erlaubnis vom Gouverneur angegriffen werden. Durch diese Taktik soll es – nach Berkeleys eigener Aussage – zwischen April und Mai keine Opfer gegeben haben.

## Die erste Strafaktion Bacons
Dennoch hielten die eingeschüchterten Pflanzer im Süden die Märzbeschlüsse für unzureichend und entschlossen sich zur aktiven Gegenwehr. Als im September 1675 der Stamm der Appomattox verdächtigt wurde, Getreide der Siedler gestohlen zu haben, lehnte Berkeley die Bitte der Siedler um einen Befehlshaber für einen Indianerfeldzug ab. Die Siedler lehnten eine Unterscheidung zwischen feindlichen und befreundeten Indianern, mit denen der Gouverneur Handel trieb, ihrerseits kategorisch ab und entschlossen sich zu einer eigenmächtigen Strafaktion. Dazu wählten sie ohne Zustimmung des Gouverneurs Nathaniel Bacon zu ihrem Anführer, der vom Diebstahl selbst nicht betroffen war. Bacon war ein Freund des Gouverneurs und Mitglied des Councils, was dem Unternehmen einen legalen Anstrich verlieh. Außerdem finanzierte er das Freiwilligenheer aus eigenen Mitteln. Wegen dieses Vorfalls wurde er vom Gouverneur gerügt. 
Als 1676 infolge der Indianerübergriffe auf Bacons eigener Plantage ein Aufseher ermordet wurde, stellte er ohne Erlaubnis des Gouverneurs aus eigenen Mitteln ein Freiwilligenheer auf. Dennoch bat er den Gouverneur am 2. Mai schriftlich um eine Zustimmung. Trotz eines erneuten Verbots begann er am 10. Mai den Indianerfeldzug, da er Berkeleys Versuche, die Rechte der Vertragspartner zu wahren, als Verteidigung und Begünstigung von Räubern und Invasoren wertete.
Daraufhin nahm der Gouverneur Bacon seinen Sitz im Council und erklärte ihn in einer öffentlichen Verlautbarung am 10. Mai zum Rebellen. Zudem setzte Berkeley Neuwahlen zum Assembly an (die ersten seit 1661), das im Juni tagen sollte. 
Zunächst wendete sich das Freiwilligenheer an die vertraglich gebundenen Occaneechees an der Grenze nach Carolina und forderte Unterstützung gegen die Sushquehannahs. Daraufhin zogen die Occaneechees gegen die Sushquehannahs und brachten die Gefangenen zu Bacon und seinem Heer, das im Fort der Occaneechees zurückgeblieben war. Bacon ließ die gefangenen Sushquehannahs hinrichten. Doch nach einem Streit wendete er sich gegen die Occaneechees, da er einen Krieg gegen alle Indianer führen wollte. Nach seiner Rückkehr gewährte ihm der Gouverneur zunächst Pardon. Als Bacon am 28. Mai 1676 aber eine Rechtfertigungsschrift für seine "glorreiche" Tat verfasste, sah sich Berkeley in seiner früheren Ansicht über ihn als Rebellen bestätigt.

## Declaration and remonstrance
Am 29. Mai verfasste der Gouverneur eine Erklärung (declaration and remonstrance), die in allen Country Courts verlesen wurde. Zudem wurde eine Kopie davon am 1. Juni nach England gesandt. Berkeley erklärte darin Bacon, der mit seinem Handeln gegen das ausdrückliche Verbot des Gouverneurs vom 10. Mai 1676 verstoßen und sich damit gegen den rechtmäßigen Vertreter der Krone gestellt hatte, erneut zum Rebellen. Eine Anklage auf Rebellion gegen den legitimen Vertreter der Krone in der Kolonie hatte unweigerlich die Todesstrafe zur Folge. Neben der Anklage gegen Bacon und sein Vorgehen beinhaltete die declaration and remonstrance auch eine Rechtfertigung von Berkeleys bisheriger Indianerpolitik, wobei Berkeley sogar persönliche Fehler einräumte. Eine Entscheidung vom 15. Mai 1676, wonach er selbst alle Indianer zu Feinden erklärte, revidierte er nur wenige Wochen später, als bekannt wurde, dass Meldungen über Angriffe der vertraglich gebundenen Indianer jeglicher Grundlage entbehrten. Zu solchen Fehleinschätzungen hatten auch die Nachrichten über King Philip’s War und die damit verbundene Angst der Siedler vor einer panindianischen Offensive geführt. Solange Gouverneur Berkeley keinen Beweis für Übergriffe der unterworfenen, vertraglich gebundenen Indianer vorgelegt bekommen konnte, wollte er deren Rechte wahren. Daher hielt er an einer Defensivpolitik fest.

## Die Rebellion

Gouverneur Berkeley trifft auf Nathaniel Bacon

Ende Mai wurden bei den Neuwahlen zum House of Burgesses dennoch Bacon und viele seiner Anhänger zu Vertretern gewählt. Das Assembly trat am 5. Juni in Jamestown zusammen. Beim Versuch, sein Mandat wahrzunehmen, wurde Bacon am 7. Juni gefangen genommen. Berkeley ließ ihn auf Knien im Assembly vorführen und dort Geständnis über seine Taten ablegen, gewährte ihm jedoch abermals Pardon und ließ ihn auch seinen Sitz im Assembly wahrnehmen. Bei der Tagung des Assemblys vom 5. bis 25. Mai wurde neben innenpolitischen Reformen festgelegt, dass ein erneuter Feldzug gegen feindliche Indianer unter Führung Bacons unternommen werden sollte. Als feindliche Indianer wurden jetzt diejenigen definiert, die ohne Zustimmung der Virginier ihr Territorium verlassen wollten.
Nachdem Bacon mehrere Tage vergeblich auf die Erlaubnis für den Beginn des Feldzuges gewartet hatte, floh er aus Jamestown, sammelte seine Anhänger um sich und kehrte am 22. Juni nach Jamestown zurück. Dort erzwang er die Erlaubnis mit Waffengewalt von Berkeley und ließ die Gesetze des June Assembly ergänzen. Nach seinem erneuten Aufbrechen gegen die Indianer am 26. Juni nahm Berkeley die unter Zwang gegebene Erlaubnis zurück und suchte seinerseits in Gloucester erfolglos Waffenunterstützung gegen Bacon. Dieser kehrte nach Jamestown für Verhandlungen mit Gouverneur zurück, aber Berkeley floh zur Ostküste. Unterwegs schrieb er eine Erklärung an die Krone, dass Bacon keine Erlaubnis zum Krieg besäße und ein Rebell sei. Daraufhin verfasste Bacon sein manifesto concerning the troubles in Virginia (Manifest bezüglich der Schwierigkeiten in Virginia) und wenig später die declaration of the people (Erklärung des Volkes).

## The manifesto concerning the troubles in Virginia
Das manifesto ist wahrscheinlich Ende Juli 1676, vor einer Konferenz der Rebellen auf der Middle Plantation in Williamsburg, verfasst worden. Mit rhetorischem Geschick wies Bacon jede Anklage gegen sich und seine Anhänger zurück und rechtfertigte seine vorhergehenden Taten. Darüber hinaus griff er die Indianerpolitik Berkeleys und dessen Führungsweise in Virginia scharf an. Das Manifest schloss er mit einer Bekräftigung der Loyalität und Aufrichtigkeit seiner Anhänger und einer Beschwerde über den Gouverneur an den König. Bis heute wird der Charakter des Manifests als Grundlage einer Rebellion oder Revolution in der Fachwelt unterschiedlich bewertet.

## The declaration of the people
Die declaration of the people, von Bacon als General by the consent of the people (General durch die Übereinkunft des Volkes) unterzeichnet, wird in der Forschung oft als Resultat der Middle Plantation Conference gewertet. Somit hätte sie demokratischen Charakter. Anderen Untersuchungen zufolge wurde sie bereits am 30. Juli von Bacon allein verfasst und würde somit dieser Grundlage entbehren. In der declaration of the people versuchte Bacon nicht mehr, seine Taten zu rechtfertigen, sondern klagte stattdessen im Namen des Volkes Berkeley und 19 weitere Amtsinhaber wegen Verfehlungen in der Indianerpolitik und in der Regierung der Kolonie an. Die rechtmäßigen Machthaber erklärte er damit seinerseits zu Rebellen und setzte ihnen ein Ultimatum von vier Tagen, um sich ihm und seinen Anhängern zu ergeben. Unter anderem warf Bacon seinen Gegnern vor, ihren eigenen Nutzen und persönlichen Profit über das Wohl des Landes und der Bewohner der Kolonie gestellt zu haben, indem sie mit den feindlichen Indianern zur eigenen Bereicherung Handel getrieben hätten. Demzufolge hätten sie den Indianern auch Waffen als Tauschobjekte für Biberfelle geliefert. Berkeley selbst warf er vor, das Monopol des Biberhandels an sich gerissen und über Land und Leben der Bewohner gestellt zu haben. Bacon selbst war vom Verbot des privaten Biberhandels (1676), der neben dem Tabakanbau sein zweites Standbein dargestellt hatte, persönlich betroffen gewesen und hatte seither vermutet, dass vom Gouverneur Begünstigte weiterhin Handel trieben, wofür sich jedoch keinerlei Beweise finden lassen. Dagegen nahm der virginische Anwalt William Sherwood sogar an, dass Bacon den Angriff auf die Occaneechees eben wegen deren Biberfellvorräten von 1000 Pfund unternommen hatte. Doch auch für hierfür fehlt jeglicher Beweis. 
Außerdem hatte das Assembly bei seiner Tagung im März 1676 die Kontrolle über den Biberhandel vom Gouverneur auf die Friedensrichter in den lokalen Gerichtshöfen übertragen und mit dem zweiten Gesetz des June Assembly wurde der Handel mit den Indianern weitgehend verboten. Bereits während des June Assembly wurden zudem Maßnahmen gegen Bereicherung und Willkür der Exekutive ergriffen. Zwar werden diese Gesetze oftmals auf Bacon zurückgeführt und dementsprechend Bacon's Laws genannt, aber dennoch wird eine direkte Beteiligung Bacons bei einigen Gesetzen in Zweifel gezogen, da deren Inhalt – u. a. ein Gesetz zur Unterdrückung von Aufruhr – teilweise gegen ihn selbst gerichtet zu sein scheint. Allerdings wurden im June Assembly auch politischen Reformen im Sinne der Beschwerdesteller der declaration of the people eingeleitet, wie etwa die Begrenzung der Amtszeit der Sheriffs auf ein Jahr, ein Verbot von Ämterhäufung und Amtsmissbrauch und die Erlaubnis Steuern in Tabak zu bezahlen. Die hohen jährlichen Steuern für die Siedler in Virginia rührten noch von den Unternehmungen des Königs seit 1660 her: Charles II. hatte das ganze Gebiet Virginia den Lords Arlington und Culpeper für 31 Jahre verliehen. Die Virginier mussten daher den Lords überhöhte Steuern bezahlen, um ihr Land zurückzuerhalten. Ein weiterer Grund für die Höhe der Steuern war der Bau der Forts an den Flussenden zum Schutz gegen die Indianer seit dem March Assembly. Da aber die Forts ausdrücklich eine defensive, nicht eine offensive Aufgabe hatten, sahen die Siedler keine sichtbaren und angemessenen Resultate ihrer Steuerlast. Daher wurde in Act VIII des June Assembly zusätzlich für die Siedler die Möglichkeit beschlossen, eigene Repräsentanten zu den Steuergerichten zu senden, die gleiches Stimmrecht bei der Festlegung des Steueraufkommens haben sollten. Diese sozialpolitischen Reformen werden in der Forschung oft als direkte oder auch indirekte Resultate von Bacons Teilnahme am June Assembly und als weitergehende Ziele der declaration of the people gewertet. 
Darüber hinaus klagte Bacon den Gouverneur an, die Indianer nicht nur beschützt und begünstigt, sondern auch gegen die Bewohner Virginias ermutigt und niemals eine Strafe für Übergriffe, Raube und Morde verhängt zu haben. Allerdings galt Berkeley bis zu Bacon's Rebellion als darling of the people (Liebling des Volkes). Es wurde nie ein Beweis für Ungerechtigkeit oder Korruption Berkeleys erbracht.

## Ziele der Rebellion
Bacon nannte sein Ziel zu Beginn der Rebellion den Krieg gegen alle Indianer und monierte bis zum June Assembly weder Ungerechtigkeit noch Korrumpierbarkeit des Gouverneurs. Diese Vorwürfe äußerte er erst zu einem Zeitpunkt, als der Bruch mit den legitimen Machthabern unwiderruflich war. Ansätze sozialer und politischer Reformen finden sich abgesehen von den Beschlüssen des June Assembly, an dem die legalen Machthaber noch teilnahmen, erst für die Zeit nach der Flucht des Gouverneurs. Bis zu diesem Zeitpunkt betonte Bacon, keine soziale oder politische Rebellion zu planen. Mit der declaration of the people, in der er den Gouverneur als Vertreter der Krone seinerseits zum Rebellen erklärte, ging er schließlich in die offene Rebellion über. 

## Das Ende der Rebellion
Nach der Konferenz der Rebellen auf der Middle Plantation im August in Williamsburg ging Bacon erneut gegen die Indianer vor. Am 7. September errang er einen letzten Sieg über die Pamunkeys. Danach kam es zu einer militärischen Auseinandersetzung mit den Anhängern Berkeleys in Jamestown. Besitztümer von Anhängern der legitimen Machthaber wurden geplündert und in Brand gesteckt. Nach der Flucht der letzten Gegner ließ Bacon am 19. September die Stadt niederbrennen. Auf diese Weise war Nathaniel Bacon innerhalb kurzer Zeit zum Machthaber Virginias aufgestiegen. Allerdings hatte seine Herrschaft nur kurzen Bestand: Bacon erkrankte an der Ruhr und starb am 26. Oktober 1676. Er wurde an unbekannter Stelle in einem Fluss begraben, damit die Leiche nicht seinen Gegnern in die Hände fallen konnte. Bald darauf begann die führerlos gewordene Rebellion zusammenzubrechen. Bis zum Februar 1677 warf der mit einer Armee zurückkehrende Berkeley die Anhänger Bacons mit außerordentlicher Härte nieder. Dieses unbarmherzige und grausame Vorgehen hatte eine von der Krone in Auftrag gegebene Untersuchung zur Folge, deren Ergebnis noch im selben Jahr in der Ablösung Berkeleys als Gouverneur bestand. 
Sir William Berkeley kehrte nach England zurück und starb dort wenig später, am 9. Juli 1677.